# Irina Kołpakowa
Irina Aleksandrowna Kołpakowa, ros. Ирина Александровна Колпакова (ur. 22 maja 1933 w Leningradzie) – tancerka baletowa rosyjskiego pochodzenia. Wychowanka gwiazdy baletowej Agrippiny Waganowej, której szkołę ukończyła w 1951 roku. W latach 1951–1989 tańczyła w Teatrze Opery i Baletu im. S. M. Kirowa, gdzie była jedną z głównych tancerek. Karierę taneczną zakończyła w 1987, od 1990 nauczycielka tańca w American Ballet Theatre.
W 1951 ukończyła szkołę choreograficzną w Leningradzie, a w 1982 Wydział Baletowy Leningradzkiego Konserwatorium Państwowego im. Rimskiego-Korsakowa. Występowała m.in. w Dziadku do orzechów, Giselle i Rajmondzie. W latach 1971–1991 była pedagogiem-repetytorem Leningradzkiego Teatru Opery i Baletu im. Kirowa, a od 1989 teatru baletowego w Nowym Jorku. Była deputowaną do Rady Najwyższej ZSRR 9 kadencji (1974–1979).
W Polsce brała udział w przedstawieniu teatralnym Śpiąca Królewna (1983) w reżyserii Piotra Czajkowskiego. Współpracowała przy tworzeniu choreografii.

## Odznaczenia i nagrody
- Złoty Medal „Sierp i Młot” Bohatera Pracy Socjalistycznej (1 lipca 1983)
- Order Lenina (dwukrotnie – 23 marca 1976 i 1 lipca 1983)
- Order Czerwonego Sztandaru Pracy (dwukrotnie – 27 października 1967 i 2 lipca 1971)
- Tytuł Ludowy Artysta ZSRR (1 listopada 1965)
- Nagroda Państwowa ZSRR (1980)
- Nagroda Złota Gwiazda na Międzynarodowym Festiwalu Tańca w Paryżu (1965)